# Fritz Taussig

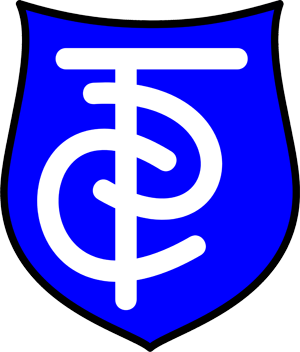
DFC Prag

Fritz 'Velký Fricek' Taussig (28. července 1906 – asi prosinec 1944, Gliwice) byl česko-židovský meziválečný fotbalista, brankář.
V čs. fotbalové lize nastupoval za pražský DFC Prag a později za Slávii. Několikrát reprezentoval Československo na mezinárodních turnajích. V Ghettu Terezín působil v místní fotbalové lize.
Byl umučen v 29 letech na následky nelidského zacházení během holocaustu pro svůj židovský původ, a to asi někdy v prosinci r. 1944 v koncentračním táboře Gleiwitz. Jeho smrt popisuje jeho blízký kamarád, spoluhráč a spoluvězeň, novinář František R. Kraus ve své knize „Plyn, plyn... pak oheň“:
| „ | "Stojím u kavalce "velkého Fricka", bývalého brankáře mezinárodní třídy, který byl jindy chlap jako hora. Den ze dne ho bylo méně... Nevím, co mu scházelo, bylo mu tenkráte dvacet devět let a vypadal na sto... jako dědeček... Fricek schází stále víc a více. (...) Zvedá se trošku v loktech. "Frantíku, myslím, že je po mně! A chtěl jsem zas hrát po válce v brance." - "Budeš zas hrát, Fricánku, budeš hrát!" Přemýšlím, co mu mám povzbuzujícího říct. Držím se kavalce, neboť mě levá noha ještě bolí, ale už je to lepší. Překonal jsem to, zítra jdu zpět do fabriky, snad, nevím ještě určitě... Možná, že mě pošlou zpět do Birkenau... Frickovy rty jsou jak vymazány, jeho ústa jsou větší, zuby vystupují z úst, jako by byly z křídy. Maso mu pomalu taje jako sníh na slunci, čelo je vyklenuté, lícní kosti svítí, kostra se prodrala více ven na světlo... Oči, ty už pomalu zapadají... A jaký to byl chlapík, hrdina zeleného trávníku na Letné, sen tak mnoha dívčích srdcí, velký Fricek! Tu leží - a proč? Veškeré lidstvo by tu mělo defilovat před Frickovou postelí a všem by se mělo volat do uší: "Toto je Fricek Tausik, je mu 29 let, osmkrát hrál mezinárodně, třikrát za svůj klub vyhrál mistrovství... A vězte, lidičky! Fricek nechce zemřít, nechce, nechce! Nenechte ho zemřít, nenechte! Stmívá se. Frickův obličej pobledá a nos je hrozně špičatý... "Zachráníš-li se, řekni vše mámě," šeptá mi slabě... ještě dýchá, obličej je vlhký, pláče... "Ale, Fricku, spi!" Slzy mu tekou po tvářích, chci, chtěl bych je utřít a nemám kapesník... Ubíhají hodiny... Nemluví, nemůže již asi... vše snad je dokonáno; hlava leží na stranu, avšak ještě trochu pláče... - Je teď sám se sebou, úplně sám a pláče pro svůj mladý věk... pláče pro svůj život, který ho právě opouští... Najednou Fricek zanaříká... dusí se... posléze je mrtev. Obličej ještě zvlhlý od slz, napolo otevřené oči jsou žluté jak staré myslivecké knoflíky z kosti... Za mnou již tahají Fricka z postele. A nahoře už leží další, nový pacient. Mrskli ho tam, jen to fiklo. Takto se umíralo v HKB Gleiwitz..." | “ |

## Fotbalová kariéra
V československé lize hrál za DFC Prag a Slavii.

## Ligová bilance
| Ročník                | Zápasy | Góly | Minuty | Nuly | Klub     |
| --------------------- | ------ | ---- | ------ | ---- | -------- |
| Asociační liga 1925   | 1      | 0    | 90     | 0    | DFC Prag |
| Státní liga 1934/1935 | –      | 0    | –      | –    | DFC Prag |
| Státní liga 1935/1936 | 1      | 0    | 90     | 0    | DFC Prag |
| CELKEM                | –      | 0    | –      | –    |          |